# Кудрявцев, Пётр Сидорович
Пётр Сидорович Кудрявцев — советский хозяйственный, государственный и политический деятель, Герой Социалистического Труда.

## Биография
Родился в 1923 году в селе Листопадовка. Член КПСС.
Участник Великой Отечественной войны, военнопленный. С 1950 года — на хозяйственной, общественной и политической работе. В 1950—1980 гг. — агроном, главный агроном многоотраслевого совхоза «Новомаячковский», директор семеноводческого хозяйства «Каховське» Каховского района Херсонской области, директор совхоза «Партизан» Каланчакского района Херсонской области.
Указом Президиума Верховного Совета СССР от 8 декабря 1973 года присвоено звание Героя Социалистического Труда с вручением ордена Ленина и золотой медали «Серп и Молот».
Умер в декабре 1990 года.